# Альжанов, Даулет Исаевич
Дауле́т Иса́евич Альжа́нов (каз. Дәулет Исаұлы Әлжанов; род. 22 апреля 1969 года, г. Алма-Ата) — заслуженный тренер Республики Казахстан по джиу-джитсу, основоположник джиу-джитсу в Казахстане, вице-президент Казахстанской Ассоциации комбат дзю-дзюцу и спортивного джиу-джитсу, вице-президент Павлодарской областной «Федерации Айкидо и Джиу-Джитсу», вице-президент Федерации комбат дзю-дзюцу и спортивного джиу-джитсу Павлодарской области, обладатель 6 Дана Дзю-дзюцу, Шихан, 3 Дана Батто-до, судья международной категории

## Биография
Спортивная карьера Даулета Альжанова началась ещё в далеком 1976 году, с занятий в секциях спортивной борьбы и каратэ. В молодые годы Даулет Альжанов неоднократно становился призёром республиканских и международных соревнований по спортивным и контактным видам единоборств, имел звание «Кандидат в мастера спорта СССР» по дзюдо и самбо. 
В 1989 году Даулет Альжанов открывает секцию айкидо и джиу-джитсу в детско-подростковом клубе «Антей». Впоследствии, Даулет Альжанов решает открыть  Павлодарскую школу Айки-Дзю-Дзюцу «Жауынгер» («Воин»).
В октябре 1990 года, по приглашению Президента Всесоюзной федерации джиу-джитсу СССР Иосифа Линдера, Д. Альжанов принимает участие в учебно-тренировочных сборах по разделам Кобудо и Ката на базе Центральной школы джиу-джитсу СССР в г.Москве. Успешно пройдя весь курс обучения, Д. Альжанов получает право преподавания джиу-джитсу, тойдэ, кобудо и окинавских стилей каратэ, а также свидетельство о регистрации секции джиу-джитсу в Павлодаре как отделения Центральной школы джиу-джитсу СССР. На тот момент школа Айки-Дзю-Дзюцу «Жауынгер» являлась Первой официальной школой джиу-джитсу в Республике Казахстан.
Уже более 30 лет, Даулет Альжанов активно занимается проведением различных спортивно-массовых мероприятий по джиу-джитсу, а также организацией показательных выступлений. В качестве организатора, главного судьи и рефери Д.Альжанов на территории республики провел более 100 спортивных мероприятий республиканского и международного масштаба, в т.ч. Кубок СНГ, Кубок Евразии, Чемпионат Азии. Кроме того, Д.Альжанов является разработчиком национальных правил полноконтактного джиу-джитсу в стиле «Иригуми-го», консультантом по системе проведения республиканских и международных соревнований, благодаря ему подготовлено большое количество квалифицированных судей различных категорий. 
В период с 2000 года по настоящее время, Д.Альжанов провел более 30 международных семинаров и мастер-классов на территории Европы и Азии (в т.ч. в Швеции, Германии, Индии, Иране и др.), а также более 50 семинаров по джиу-джитсу в Казахстане, в том числе для сотрудников правоохранительных органов и частных охранных структур.
В ноябре 2009 года, по инициативе Альжанова Д.И. в Казахстане открылось представительство международной федерации JJI (Джиу-Джитсу Интернэйшнл), в связи с чем, в Астане прошла рабочая встреча прибывшего с официальным визитом президента JJI Карлссоном Я-Э. (10 Дан, Сокэ, Швеция) с председателем Комитета по спорту РК Кульназаровым А.К. 
За свою многолетнюю спортивную карьеру Даулет Альжанов воспитал 10 чемпионов мира, 18 чемпионов Азии, 7 чемпионов Европы, 15 мастеров спорта международного класса, 36 мастеров спорта РК и многочисленное количество кандидатов в Мастера спорта РК и разрядников. 
В период с 2013 по 2022 годы, Даулет Исаевич удостаивался звания «Лучший тренер года», а его воспитанники входили в 10-ку лучших спортсменов Павлодарской области.
Немаловажную роль в этом сыграли наставники Даулета Альжанова: профессор Ричард Моррис (Сокэ 10 Дан Дзю-Дзюцу, Англия), Ян-Эрик Карлссон (Сокэ 10 Дан Хоку Шин Ко-рю Бу-Дзюцу, Швеция), Лейф Херманссон (Сокэ 10 Дан Кобу-Дзюцу, Швеция), Ханс Хён (Сокэ 10 Дан Джиу-Джитсу, Германия), профессор Иосиф Линдер (Сокэ 10 Дан Джуго-рю Джиу-Джитсу, Россия), Таир Нариманов (Кёси 8 Дан Дзю-Дзюцу, Россия), Мицухиро Сарута  (Сокэ 10 Дан Батто-до, Япония).
.

## Достижения
- Пожизненный член Международной федерации Jiu-Jitsu International[3].
- Пожизненный член Всемирного общества традиционных воинских искусств (WTMAS).
- Официальный представитель Международной Ассоциации Батто-до Шизан (IBSA) в Казахстане.
- Международный инструктор-наставник — обладатель 6 Дана Дзю-дзюцу, Шихан, 3 Дана Батто-до.
- Мастер спорта Республики Казахстан по джиу-джитсу.
- Заслуженный тренер Республики Казахстан.
- Судья международной категории по джиу-джитсу.